# Nakładanie rąk

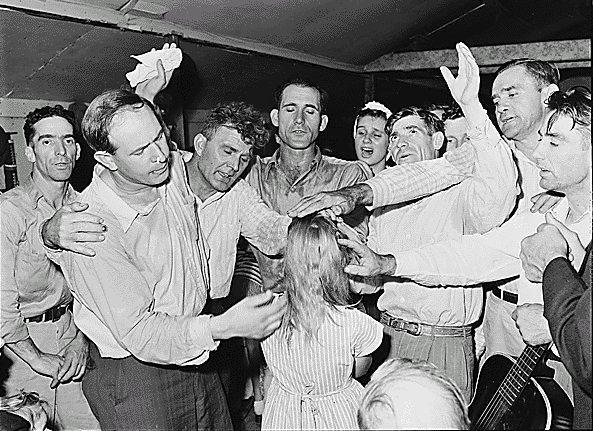
Wkładanie rąk podczas nabożeństwa w amerykańskim Kościele zielonoświątkowym

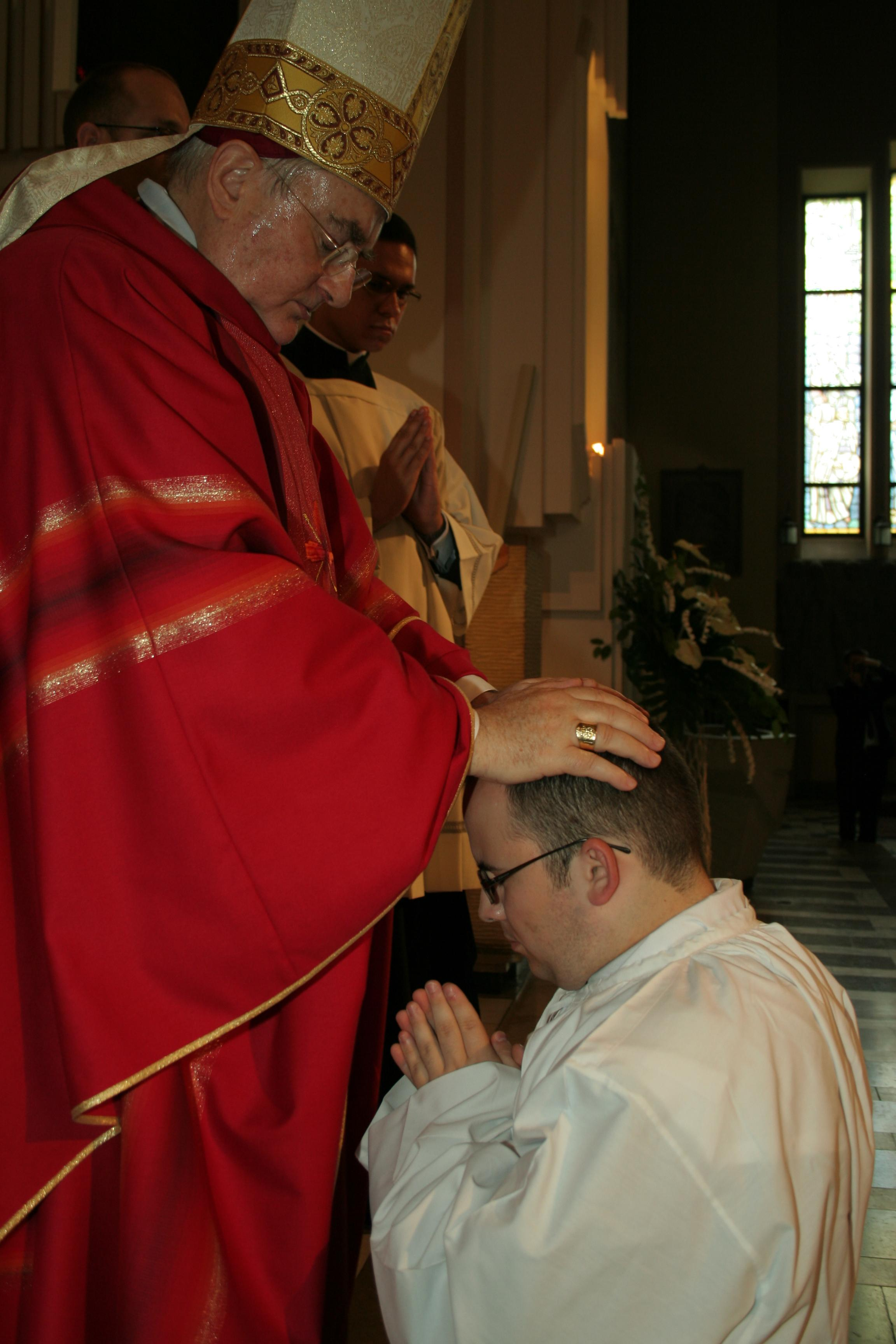
Nałożenie rąk przez biskupa podczas obrzędu święceń diakonatu w Kościele rzymskokatolickim

Nakładanie rąk, również wkładanie rąk – obrzęd mający swoje korzenie w Starym Testamencie, a stosowany obecnie przez różne Kościoły chrześcijańskie.

## Nakładanie (wkładanie) rąk w Biblii
Obrzęd nakładania (wkładania) rąk często stosowany był w Starym Testamencie. Jego znaczenie jest bardzo zróżnicowane. Mógł oznaczać błogosławieństwo, czynność związaną ze składaniem ofiar, ryt inicjacyjny.
W Nowym Testamencie nakładanie rąk było praktykowane przez Jezusa Chrystusa, gdy błogosławił lub uzdrawiał. Podobnie postępowali apostołowie.
Nakładanie (wkładanie) rąk oznacza też przekazanie pewnej władzy lub funkcji.

I podobał się ten wniosek całemu zgromadzeniu, i wybrali Szczepana, męża pełnego wiary i Ducha Świętego, i Filipa, i Prochora, i Nikanora, i Tymona, i Parmena, i Mikołaja, prozelitę z Antiochii; tych stawili przed apostołami, którzy pomodlili się i włożyli na nich ręce.
Dzieje Apostolskie 6,5-6 (Biblia warszawska)

Wielu teologów katolickich i protestanckich uważa, iż obrzęd ten może oznaczać również przekazanie daru Ducha Świętego po chrzcie.

A gdy apostołowie w Jerozolimie usłyszeli, że Samaria przyjęła Słowo Boże, wysłali do nich Piotra i Jana, którzy przybywszy tam, modlili się za nimi, aby otrzymali Ducha Świętego. Na nikogo bowiem z nich nie był jeszcze zstąpił, bo byli tylko ochrzczeni w imię Pana Jezusa. Wtedy wkładali na nich ręce, a oni otrzymywali Ducha Świętego. A gdy Szymon spostrzegł, że Duch bywa udzielany przez wkładanie rąk apostołów, przyniósł im pieniądze i powiedział: Dajcie i mnie tę moc, aby ten, na kogo ręce włożę, otrzymał Ducha Świętego.
Dzieje Apostolskie 8,14-19 (Biblia warszawska)

## Wkładanie rąk w Kościołach protestanckich
Obrzęd wkładania rąk, jak bywa on nazywany za Biblią warszawską, praktykowany jest w wielu Kościołach protestanckich – podczas niego zgodnie z nauką tych Kościołów, wierzącym udzielany jest Duch Święty. Towarzyszy on m.in. chrztom, błogosławieniu dzieci czy ordynacji pastorskiej. W wielu zborach praktykowany jest także podczas modlitw o uzdrowienie chorych oraz w trakcie wypędzania demonów. Wkładanie rąk jest często spotykane podczas nabożeństw Kościołów zielonoświątkowych. Inne wyznania praktykujące obrzęd wkładania rąk to m.in. baptyści, adwentyści i chrześcijanie dnia sobotniego. W Kościołach ewangelickich występuje obrzęd konfirmacji.

## Nakładanie rąk w Kościele katolickim i Cerkwi prawosławnej
Na podstawie przesłanek nowotestamentalnych w teologii katolickiej i prawosławnej gest nałożenia rąk przez biskupa, który jest uważany za następcę apostołów, stanowi materię sakramentu kapłaństwa (diakonatu, prezbiteratu, biskupstwa). W przypadku biskupów władza ta przekazywana jest w sposób nieprzerwany, począwszy od apostołów aż po czasy obecne. Jest to tzw. sukcesja apostolska.